# Agrilus nevadensis
Agrilus nevadensis es una especie de insecto del género Agrilus, familia Buprestidae, orden Coleoptera.
Fue descrita científicamente por Horn, en 1891.